# Aleksander Klepacz
Aleksander Klepacz (ur. 18 czerwca 1966 w Częstochowie) – polski wokalista, autor tekstów i piosenek, lider grupy Formacja Nieżywych Schabuff.

## Dyskografia
Single
| Tomasz Lubert - „Respirator - Love” (gościnnie: Olek Klepacz) | 2014 | 13 | 2 | 4 | 27 | Z miłości do muzyki |
| „—” singel nie był notowany.                                  |      |    |   |   |    |                     |